# 27 novembre dans les chemins de fer
27 octobre 27 décembre
Chronologies thématiques
- Croisades
- Sports
- Disney

Cette page concerne les événements qui se sont déroulés un 27 novembre dans les chemins de fer.

## Événements

### XXesiècle
- 1921. France : ouverture du prolongement de la ligne 3 du métro de Paris entre Gambetta et Porte des Lilas (section devenue ligne 3 bis le 27 mars 1971).